# 茉莉·衛斯理
茉莉·衛斯理（英語：Molly Weasley），其婚前姓氏為普瑞（英語：Prewett），是英國小說作者J·K·羅琳的小說系列《哈利·波特》中虛構角色—亞瑟·衛斯理的妻子，與衛斯理氏七個孩子的母親。

## 角色發展
茉莉·衛斯理的娘家姓氏為普瑞（英語：Prewett），第一次巫師世界大戰時犧牲的鳳凰會成員費邊·普瑞（Fabian Prewett）與吉昂·普瑞（Gideon Prewett）正是她的兄長。
作為亞瑟·衛斯理妻子的茉莉，夫婦二人於婚後共育有六名兒子與一個女兒，他們分別為：比爾·衛斯理、查理·衛斯理、派西·衛斯理、弗雷和喬治·衛斯理、榮恩·衛斯理和金妮·衛斯理。茉莉·衛斯理首次出現於，當時她親切地告訴哈利如何穿過9¾月台的屏障。這後來讓她的幼子榮恩成為了哈利·波特的好友，還有妙麗·格蘭傑。茉莉對待哈利不僅視如己出，還好得無以復加，更勝於自己的孩子，而且從來不會責罵哈利。
茉莉雖然平常待人和善，但只要子女犯錯和闖禍就會變得極度嚴厲，也許是因為較年長三名兒子的表現都很傑出，以致她對其他孩子進行訓話時經常把比爾、查理、派西三人的名字「抬出來」。原著所描寫的情景通常是：當她生氣的時候，她看起來就像鐵塔一樣高，比她最高的兒子還要高（譬如在《消失的密室》提到：當她發火時，她的三名兒子都戰戰兢兢的）。
《哈利波特》系列電影中的茉莉·衛斯理由女演員茱莉·華特絲飾演。

## 相關情節

### 《神秘的魔法石》
茉莉首次出現在此電影中，當時她跟一眾子女在王十字車站遇到了哈利·波特時，他們向哈利提供幫助，協助他到達9¾月台。在意識到哈利的身份後，金妮問她母親是否可以登上霍格華茲特快列車來看他，而她為了能夠看哈利一眼而感到興奮。

### 《消失的密室》
在第二輯小說及電影中，茉莉發現弗雷與喬治和榮恩駕駛他們的飛天汽車，把哈利從被其姨姨和姨丈關住的房間中救出後，她對兒子們的行為感到憤怒。在學年開始時，茉莉給榮恩寄來了一封咆哮信，憤怒地衝着他尖叫。

### 《阿茲卡班的逃犯》
在《阿茲卡班的逃犯》中，衛斯理一家贏得《預言家日報》的抽獎活動，並利用這些金幣到埃及探訪其長子比爾·衛斯理。他們回到英國，並跟哈利與妙麗一起住在破釜酒吧中。有一晚，哈利在無意中聽到衛斯理夫婦爭論要告訴哈利有關天狼星·布萊克與哈利之間所謂的聯繫之真相，亞瑟認為哈利應該得知真相，然而茉莉認為真相會讓他感到害怕，並向他保證哈利於鄧不利多的保護下在霍格華茲會相當的安全，並讓其三子派西在校內看顧著哈利。

### 《火盃的考驗》
茉莉在哈利於到達洞穴居時，她發現弗雷與喬治正在試驗他們所製作中的危險糖果，並在前往魁地奇世界盃之前告訴他們停下來。然而，當黑魔標記出現在世界盃營地的上空後，茉莉因感到不安而對弗雷與喬治大喊大叫，她擔心著自己如此可怕的對待他們之後，他們可能會發生甚麼事。在該小說的高潮部分，茉莉和比爾以哈利的親友賓客身分來到霍格華茲觀看《三巫鬥法大賽》的第三項任務。
佛地魔回歸後，鄧不利多邀請茉莉和比爾加入鳳凰會，並在即將到來的第二次巫師大戰中戰鬥。茉莉安慰著哈利，這是他有生以來第一次有人就像母親那般陪在他的身邊。

### 《鳳凰會的密令》
在中，茉莉與衛斯理一家住進了古里某街12號—現時作為鳳凰會總部的布萊克家族大宅，她在那裡跟天狼星·布萊克為了告訴哈利多少有關鳳凰會的行動而爭吵不休。幾天後，茉莉被發現在客廳裡，帶著一個變成其死去家人的幻形怪，她向哈利坦白其噩夢就是更多的家人被佛地魔和食死人殺害。

### 《混血王子的背叛》
在該輯小說和電影的開首，茉莉跟比爾的未婚妻花兒·戴樂古發生了衝突；然而在該輯小說和電影的尾聲，茉莉與她的丈夫跟花兒一起趕往霍格華茲照顧被狼人焚銳·灰背猛烈攻擊而受重傷的比爾，當茉莉因為比爾的傷疤而斷定花兒將會跟比爾分手時，這使花兒非常生氣，她毫不含糊地知道，他的傷疤提醒了人們指比爾所表現出來的勇氣。花兒跟茉莉後來出人意料地擁抱並開始以更加積極的眼光看待彼此。

### 《死神的聖物》
在該輯小說和電影的開首，當古里某街12號的鳳凰會總部變得不再安全時，茉莉跟亞瑟把洞穴居用作鳳凰會的總部。她對哈利三人組從霍格華茲退學的決定感到非常的不舒服，並最初試圖勸阻他們不要這樣做。隨著小說的進展，衛斯理一家被迫前往牡丹姨婆的家避難。在該小說和電影的最後，茉莉與她的一家人都參與霍格華茲大戰。她在當中親眼見證著其兒子弗雷的死亡，小說中描寫了她渾身顫抖地伏於弗雷的屍體上，亞瑟淚流滿面的撫摸着她的頭髮。她對兒子弗雷的去世感到悲痛萬分，當貝拉·雷斯壯在學校大廳的戰鬥中以索命咒攻擊妙麗、金妮和露娜（電影中是貝拉發出索命咒襲擊差點打到金妮）時，接著貝拉並發出邪惡的笑聲，剛受到喪子之痛的茉莉見到此景備受刺激，她的情緒被推至邊緣。憤怒的她驅趕所有人獨自與貝拉對戰，跟貝拉·雷斯壯展開了激烈的單獨決鬥並成功以詛咒擊中了其胸部讓她「灰飛煙滅」（她事實上更是替天狼星報仇，除掉家族裡的「惡人」）。小說作者J·K·羅琳曾於受訪時表示，她一直很希望讓茉莉殺死貝拉·雷斯壯，她讓茉莉把她殺掉的原因，是為了展示茉莉作為母親與女巫的強大力量，也能展現出茉莉的「母愛」與貝拉·雷斯壯的「痴迷之愛」互相衝突，從而進行了對比。她也由此向觀眾呈現茉莉爆發「母愛無敵」的威力以殲滅藐視家庭可貴且殘害他人子女的貝拉，徹底剷除食死人終極頭號大將。

## 評價
在《帝國雜誌》的首25名哈利波特角色名單裡，茉莉·衛斯理名列第21位。《芝加哥論壇報》的考德妮·克勞德（Courtney Crowder）把茉莉·衛斯理列為她最喜歡的文學母親，稱她為「原始的灰熊媽媽」，並引用了該系列的最後一輯小說以及她跟哈利的許多感人時刻，當中「她的情感從書頁上跳下來」作為了她堅強個性的證明。克勞德把茉莉的個性總結為「頭腦冷靜但願意戰鬥、有智慧、熱情，最重要的是非常有愛。」在母親節的一篇文章中，茉莉還被花草協會評選為「最偉大的名人母親」的第三位，他們認為這個角色「強大、實事求是、富有創造力和足智多謀。」《今日基督教》的鮑勃·斯米塔納（Bob Smietana）把茉莉在最後一輯小說中對金妮的抵抗，跟該系列中關於父母之愛的力量與更廣泛的主題聯繫起來，他認為這承載了相當大的情感負擔。《帝國雜誌》把茉莉·衛斯理列為他們的《首30位哈利·波特角色》的第24位。小說家史提芬·京指出，當茉莉在看見食死人試圖殺害金妮後，她稱貝拉·雷斯壯為「婊子」時，這是「在近期小說中最令人震驚的『婊子』」，這並且顯示了這些小說已變得多麼成熟。
茱莉·華特絲於該系列的每一輯改編電影中都飾演著茉莉·衛斯理的角色，當中她於的戲份被刪掉了；而華特絲最喜歡的台詞是茉莉於《死神的聖物2》中對貝拉·雷斯壯對戰前所說的：「不准碰我女兒，妳這賤人！（Not my daughter, you bitch!）」。2003年，《BBC》把她對茉莉的描繪票選為「最佳銀幕母親」的第二位，僅次於茱莉亞·羅拔絲飾演的艾琳·布羅克維奇。此外，絕大部分的書迷與電影觀眾都把茉莉視作《哈利波特》系列的母親典範，並跟莉莉·波特同膺「作品中最經典的母親形象」。

## 外部連結
- 互联网电影数据库上茉莉·衛斯理的资料（英文）